# Häljabosjön (Mossebo socken, Västergötland)
Häljabosjön är en sjö i Tranemo kommun i Västergötland och ingår i Ätrans huvudavrinningsområde. Sjön har en area på 0,0775 kvadratkilometer och ligger 203 meter över havet. Sjön avvattnas av vattendraget Brusarebäcken. Vid provfiske har abborre och gädda fångats i sjön.

## Delavrinningsområde
Häljabosjön ingår i det delavrinningsområde (636755-135252) som SMHI kallar för Mynnar i Lillån. Medelhöjden är 201 meter över havet och ytan är 23,68 kvadratkilometer. Det finns inga avrinningsområden uppströms utan avrinningsområdet är högsta punkten. Brusarebäcken som avvattnar avrinningsområdet har biflödesordning 3, vilket innebär att vattnet flödar genom totalt 3 vattendrag innan det når havet efter 136 kilometer. Avrinningsområdet består  mestadels av skog (73 procent) och sankmarker (15 procent). Avrinningsområdet har 1,07 kvadratkilometer vattenytor vilket ger det en sjöprocent på 4,5 procent.